# Honeymoon for Three
Ne doit pas être confondu avec Three on a Honeymoon.
Pour plus de détails, voir Fiche technique et Distribution.
Honeymoon for Three est un film américain réalisé par Lloyd Bacon, sorti en 1941.
Le film est une adaptation de la pièce de théâtre Goodbye Again d'Allan Scott et George Haight.

## Synopsis
Le romancier Kenneth Bixby (George Brent), a une relation amoureuse avec sa secrétaire Anne Rogers (Ann Sheridan). Il accepte néanmoins un tête-à-tête avec Julie Wilson (Osa Massen), une ancienne relation, mariée avec Harvey Wilson (Charles Ruggles) et persuadée d'être la source d'inspiration de ses romans.

## Fiche technique
- Titre original : Honeymoon for Three
- Réalisation : Lloyd Bacon
- Scénario : Earl Baldwin, Julius J. Epstein, Philip G. Epstein, d'après la pièce de théâtre Goodbye Again d'Allan Scott et George Haight
- Direction artistique : Max Parker
- Costumes : Orry-Kelly
- Photographie : Ernest Haller
- Son : Oliver S. Garretson
- Montage : Rudi Fehr
- Musique : Heinz Roemheld
- Production : Henry Blanke, Hal B. Wallis
- Société(s) de production : Warner Bros.
- Société(s) de distribution : Warner Bros.
- Pays d'origine :  États-Unis
- Langue originale : anglais
- Format : noir et blanc — 35 mm — 1.37:1 — son monophonique
- Genre : Comédie romantique
- Durée : 75 minutes
- Date de sortie :
  - États-Unis : 18 janvier 1941

## Distribution

### Acteurs principaux
- Ann Sheridan : Anne Rogers
- George Brent : Kenneth Bixby
- Charles Ruggles : Harvey Wilson
- Osa Massen : Julie Wilson
- Jane Wyman : Elizabeth Clochessy
- William T. Orr : Arthur Westlake
- Lee Patrick : Mme Pettijohn
- Walter Catlett : le serveur
- Herbert Anderson : Floyd T. Ingram
- Johnny Downs : Chester T. Farrington III

### Acteurs secondaires
- Glen Cavender : le serveur de la discothèque (non crédité)
- Frank Coghlan Jr. : le garçon qui livre des fleurs (non crédité)
- Creighton Hale : l'agent de la billetterie (non crédité)
- Sam Harris : le patron du restaurant de l'hôtel (non crédité)
- Grace Hayle : le membre du club de lecture (non crédité)
- Phyllis Kennedy : la femme de chambre de l'hôtel (non crédité)
- Vera Lewis : le membre du club de lecture (non crédité)
- Frank Mayo : le maître d'hôtel (non crédité)
- Bert Moorhouse : le réceptionniste de l'hôtel (non crédité)
- Edmund Mortimer : le patron du restaurant de l'hôtel (non crédité)
- Barry Norton : l'homme à la gare (non crédité)
- William H. O'Brien : le serveur (non crédité)
- John Ridgely : le réceptionniste (non crédité)
- Cyril Ring : le patron du restaurant de l'hôtel (non crédité)
- Bert Stevens : le patron de la discothèque (non crédité)
- Dave Willock : le portier de l’hôtel (non crédité)
- Cora Witherspoon : Mme Sneddington, porte-parole du club (non crédité)